# 第九大道
第九大道（英語：Ninth Avenue）是美国纽约曼哈頓西部的一条南北走向道路，全线单向南行。第九大道始于西14街南面西村的甘瑟伍爾特街，向北经过45个街區到西59街，之后即和上西城其他大道一样，更名為哥伦比亞大道（Columbus Avenue）。該路線穿过上西城之後，在西110街開始再次更名为晨邊快速道路（Morningside Drive），向北穿过晨边高地，直到122街。
第九大道再次出现于两小段：201街到208街，215街到225街。
在林肯广场，ABC電視廣播公司总部设在一片改建区和现代建筑中，哥伦比亞大道在那里经过中央公園西历史区，从67-68街到89街，道路呈现统一的街景，均为5至7层的羅曼復興和意大利风格褐色砂石楼房。